# سيلينا (أوهايو)
سيلينا، أوهايو (بالإنجليزية: Celina, Ohio)‏ هي مدينة من مدن الولايات المتحدة مقاطعة مرسر التابعة لولاية أوهايو 
. يبلغ عدد سكانها 10400 نسمة. يبلغ ارتفاع المدينة عن سطح البحر قرابة 267 متر.

## التركيبة السكانية
حدّد مكتب تعداد الولايات المتحدة بيانات التركيبة السكانية لسيلينا في تعداد الولايات المتحدة. في ما يلي، التركيبة السكانية حسب تعدادي 2000 و2010.

### تعداد عام 2000
بلغ عدد سكان سيلينا 10,303 نسمة بحسب تعداد عام 2000، وبلغ عدد الأسر 4,191 أسرة وعدد العائلات 2,746 عائلة مقيمة في المدينة. في حين سجلت الكثافة السكانية 746.1 نسمة لكل كيلومتر مربع (1,932.4/ميل2). وبلغ عدد الوحدات السكنية 4,466 وحدة بمتوسط كثافة قدره 323.4 لكل كيلومتر مربع (837.6/ميل2).
وتوزع التركيب العرقي للمدينة بنسبة 97.04% من البيض و0.18% من الأمريكيين الأفارقة و0.37% من الأمريكيين الأصليين و0.67% من الأمريكيين ذوي الأصول الآسيوية و0.02% من سكان جزر المحيط الهادئ و0.62% من الأعراق الأخرى و1.10% من عرقين مختلطين أو أكثر و2.14% من الهسبانيون أو اللاتينيون من أي عرق.
بلغ عدد الأسر 4,191 أسرة كانت نسبة 35.7% منها لديها أطفال تحت سن الثامنة عشر تعيش معهم، وبلغت نسبة الأزواج القاطنين مع بعضهم البعض 50.3% من أصل المجموع الكلي للأسر، ونسبة 11.7% من الأسر كان لديها معيلات من الإناث دون وجود شريك، بينما كانت نسبة 3.6% من الأسر لديها معيلون من الذكور دون وجود شريكة وكانت نسبة 34.5% من غير العائلات. تألفت نسبة 30.5% من أصل جميع الأسر من عدة أفراد يعيشون في نفس المنزل ونسبة 14.9% كانت تتألف من شخص يعيش بمفرده يبلغ من العمر 65 عاماً أو أكثر. وبلغ متوسط حجم الأسرة المعيشية 2.42، أما متوسط حجم العائلات فبلغ 3.04.
بلغ العمر الوسطي للسكان 36.2 عاماً. وكانت نسبة 27.2% من القاطنين تحت سن الثامنة عشر، وكانت نسبة 9% بين الثامنة عشر والرابعة والعشرين عاماً، ونسبة 26.7% كانت واقعةً في الفئة العمرية ما بين الخامسة والعشرين والرابعة والأربعين عاماً، ونسبة 20.8% كانت ما بين الخامسة والأربعين والرابعة والستين، ونسبة 14.9% كانت ضمن فئة الخامسة والستين عاماً فما فوق. يوجد لكل 100 أنثى 91.9 ذكر، ويوجد لكل 100 أنثى في الثامنة عشر من عمرها فما فوق 86.3 ذكر.
بلغ متوسط دخل الأسرة في المدينة 36,057 دولارًا، أما متوسط دخل العائلة فبلغ 44,901 دولارًا. وكان متوسط دخل الذكور 35,467 دولارًا مقابل 22,008 دولارًا للإناث. وسجل دخل الفرد الخاص بالمدينة 18,200 دولارًا. وكانت نسبة 8.1% من العائلات ونسبة 11.7% من السكان تحت خط الفقر، وكان من هؤلاء نسبة 16.9% تحت سن الثامنة عشر ونسبة 10.5% في الخامسة والستين من العمر وما فوق.

### تعداد عام 2010
بلغ عدد سكان سيلينا 10,400 نسمة بحسب تعداد عام 2010، وبلغ عدد الأسر 4,329 أسرة وعدد العائلات 2,791 عائلة مقيمة في المدينة. في حين سجلت الكثافة السكانية 753.1 نسمة لكل كيلومتر مربع (1,950.5/ميل2). وبلغ عدد الوحدات السكنية 4,841 وحدة بمتوسط كثافة قدره 350.5 لكل كيلومتر مربع (907.8/ميل2).
وتوزع التركيب العرقي للمدينة بنسبة 94.93% من البيض و0.48% من الأمريكيين الأفارقة و0.42% من الأمريكيين الأصليين و1.12% من الأمريكيين ذوي الأصول الآسيوية و0.39% من سكان جزر المحيط الهادئ و1.07% من الأعراق الأخرى و1.58% من عرقين مختلطين أو أكثر و2.82% من الهسبانيون أو اللاتينيون من أي عرق.
بلغ عدد الأسر 4,329 أسرة كانت نسبة 31.8% منها لديها أطفال تحت سن الثامنة عشر تعيش معهم، وبلغت نسبة الأزواج القاطنين مع بعضهم البعض 45.5% من أصل المجموع الكلي للأسر، ونسبة 13% من الأسر كان لديها معيلات من الإناث دون وجود شريك، بينما كانت نسبة 5.9% من الأسر لديها معيلون من الذكور دون وجود شريكة وكانت نسبة 35.5% من غير العائلات. تألفت نسبة 30.7% من أصل جميع الأسر من عدة أفراد يعيشون في نفس المنزل ونسبة 13.9% كانت تتألف من شخص يعيش بمفرده يبلغ من العمر 65 عاماً أو أكثر. وبلغ متوسط حجم الأسرة المعيشية 2.37، أما متوسط حجم العائلات فبلغ 2.94.
بلغ العمر الوسطي للسكان 38.3 عاماً. وكانت نسبة 25.6% من القاطنين تحت سن الثامنة عشر، وكانت نسبة 8% بين الثامنة عشر والرابعة والعشرين عاماً، ونسبة 24.2% كانت واقعةً في الفئة العمرية ما بين الخامسة والعشرين والرابعة والأربعين عاماً، ونسبة 26% كانت ما بين الخامسة والأربعين والرابعة والستين، ونسبة 16.2% كانت ضمن فئة الخامسة والستين عاماً فما فوق. وتوزع التركيب الجنسي للسكان بنسبة 48.3% ذكور و51.7% إناث.

## أعلام
- ميلدريد ولف
- جيم أوتيس
- ميكي هول
- مايك باث